# ويليام جي. تانر
ويليام جي. تانر (بالإنجليزية: William G. Tanner)‏ هو كاتب أمريكي، ولد في 10 مارس 1930، وتوفي في 10 يونيو 2007.